# Sandro Donati

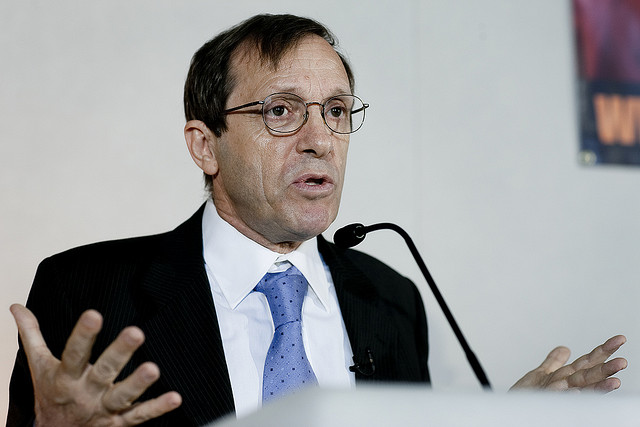
Sandro Donati (2009)

Alessandro „Sandro“ Donati (* 14. Juni 1947 in Monte Porzio Catone) ist ein italienischer Sportwissenschaftler, Berater der World Anti-Doping Agency (WADA) und früherer Leichtathletiktrainer.

## Tätigkeit als Trainer
Sandro Donati wurde als Sohn eines Bauern in der Nähe von Frascati geboren. Er war in seiner Jugend selbst ein guter Mittelstreckenläufer, sein Berufswunsch war Trainer. 1981 wurde er nach siebenjähriger Ausbildung mit zwei Abschlüssen italienischer Nationaltrainer für die Läufer über 800 und 1500 Meter. Kurz nach seinem Amtsantritt als Trainer beim italienischen Verband nahm Professor Francesco Conconi, ein ehemaliger Amateur-Radrennfahrer und Biochemiker, Kontakt zu Donati auf und bot ihm seine Dienste in Form eines Blutdoping-Programms an, was dieser jedoch ablehnte. Nach den Olympischen Spielen 1984 in Los Angeles wurde er deshalb als Trainer für die Mittelstrecken abgelöst – nach Donatis Meinung, um weiteren Versuchen mit Dopingmitteln nicht im Wege zu stehen –, und er übernahm das Training der Kurzstreckenläufer.
Bei den Weltmeisterschaften 1987 in Rom kam es zu einem Skandal, weil der Weitsprung des italienischen Athleten Giovanni Evangelisti mit 8,38 Metern gemessen wurde, womit er die Bronzemedaille gewonnen hätte. Es stellte sich im Nachhinein durch Computer-Auswertungen, unter anderem des deutschen Trainers Helmar Hommel, heraus, dass Evangelistis letzter Sprung maximal 7,80 Meter betragen haben konnte, sodass von einer bewussten Fehlentscheidung der Kampfrichter zugunsten ihres Landsmannes Evangelisti, der später seine Medaille zurückgeben musste, ausgegangen wurde. Angeblich war dies auf Anweisung des Präsidenten des Italienischen Leichtathletikverbandes (FIDAL), Primo Nebiolo, geschehen, tatsächlich aber ohne Wissen von Evangelisti. Nebiolo musste anschließend von seinem Amt zurücktreten. Es war Donati, der erste offizielle Zweifel an der Richtigkeit der Messung geäußert und die Aufklärung via Video betrieben hatte; daraufhin wurde er als Nationaltrainer entlassen.

## Aktivitäten gegen Doping
1989 verfasste Sandro Donati ein Buch über die Praktiken Conconis (Campioni senza valori, deutsch „Sieger ohne Werte“), das jedoch nicht ausgeliefert wurde, weil der Verlag bestochen worden war, wie Donati nach eigener Aussage später in Erfahrung brachte. 1992 wurde er trotzdem Leiter der Wissenschaftskommission des Nationalen Olympischen Komitees Italiens (CONI) und verfasste zwei Jahre später ein Dossier über die Dopingpraxis im italienischen Sport für den Präsidenten des CONI, Mario Pescante, sowie für dessen Generalsekretär Raffaele Pegnozzi. Er forderte die beiden Funktionäre auf, seine Erkenntnisse weiterzuleiten, damit es zu Anklagen komme, doch sie unternahmen nichts. In dem Dossier finden sich unter anderen neben Conconi (der zu dieser Zeit gemeinsam mit Donati im Anti-Doping-Komitee der CONI saß) die Namen des Arztes Michele Ferrari, des (2014 noch amtierenden) Präsidenten des italienischen Radsportverbandes, Renato Di Rocco, sowie von Rennfahrern, darunter Moreno Argentin, Guido Bontempi, Mario Cipollini, Francesco Moser und Maurizio Fondriest.
Ende 1996 wurde das Dossier weltweit in den Medien veröffentlicht. Die Folge war, dass sich die Arbeitsbedingungen für Donati ständig verschlechterten. Das Budget seiner Abteilung wurde von zwei Millionen auf 50.000 Euro gekürzt, von 42 Mitarbeitern verblieben nur noch zwei, die zudem von ihren Kollegen bei der CONI geschnitten wurden, und zeitweise wurden die Telefonleitungen gekappt, so die Angaben von Donati. „Im September 2000 forderte der Präsident des Weltradsportverbandes UCI Hein Verbruggen das CONI auf einer Pressekonferenz auf, mir meinen Arbeitsauftrag zu entziehen, weil ich davon abgeraten hatte, Marco Pantani für das olympische Team in Sydney vorzusehen (er hatte katastrophale Blutwerte, die eher für einen einmonatigen Aufenthalt im Krankenhaus als ein Training für die Olympischen Spiele sprachen).“ Zwischen August 1998 und Oktober 2000, so Donati weiter, hätten die ehemaligen Vertreter des Anti-Doping-Labors in Rom und die Leiter der CONI ihm elfmal angedroht, ihn zu verklagen, wozu es jedoch nie kam. Auch wurde versucht, die Urinprobe einer von Donati betreuten Athletin zu manipulieren, um ihn selbst unglaubwürdig zu machen. Zudem stellte sich im Rahmen von Befragungen heraus, dass es deshalb keine Dopingfälle im italienischen Fußball gab, weil die Spieler so gut wie nie getestet wurden. Das strenge Anti-Doping-Gesetz in Italien aus dem Jahr 2000 wird nicht zuletzt auf die Bemühungen von Donati zurückgeführt.
Im November 2000 fand in Kopenhagen die Konferenz Play the Game statt, eine Initiative, die für Sport ohne Doping und Korruption kämpft. Donati sollte einer der Hauptredner sein, der jedoch zwei Tage zuvor absagte, weil das CONI bis zu diesem Zeitpunkt seine notwendige Zustimmung zu seiner Teilnahme an der Konferenz verweigerte. Erst der Protest von Konferenzteilnehmern und ein Fax von einem der Veranstalter brachte CONI-Generalsekretär Pagnozzi „widerstrebend“ dazu, sein Einverständnis zu erklären. „Die Erlaubnis kam so spät, dass wir Donati als allerletzten Punkt auf unsere Programmliste setzen mussten. Nach dem Drama um den führenden Dopingjäger dieser Welt wurde es ein unvergessliches Finale mit stehendem Applaus der Teilnehmer.“ 2007 wurde Donati, der das CONI 2006 verlassen hatte, von Play the Game ausgezeichnet.
Im Oktober 2012 kündigte die italienische Skilangläuferin Manuela Di Centa an, Donati wegen Verleumdung zu verklagen, da er sie in einem Dokumentarfilm des Dopings bezichtigt hatte. Diese Ankündigung setzte sie allerdings nie in die Tat um.
Heute (Stand 2014) ist Sandro Donati unter anderem als Berater der WADA tätig.

## Publikationen (Auswahl)
- L’organizzazione dell’allenamento. Società stampa sportiva, Rom 1983 (italienisch).
- Campioni senza valore. Ponte alle Grazie, Florenz 1989 (italienisch).
- Lo sport del doping. Chi lo subisce, chi lo combatte. EGA-Edizioni Gruppo Abele, Rome 2012, ISBN 88-6579-033-4 (italienisch).